# Pachypappa marsupialis
Pachypappa marsupialis är en insektsart som beskrevs av Koch 1856. Pachypappa marsupialis ingår i släktet Pachypappa och familjen långrörsbladlöss.

## Underarter
Arten delas in i följande underarter:
- P. m. lambersi
- P. m. marsupialis